# Старе Село (Велізький район)
Старе Село (рос. Старое Село) — присілок Велізького району Смоленської області Росії. Входить до складу Крутовського сільського поселення. Населення — 226 осіб (2007 рік).